# Komenda Rejonu Uzupełnień Wilno Miasto

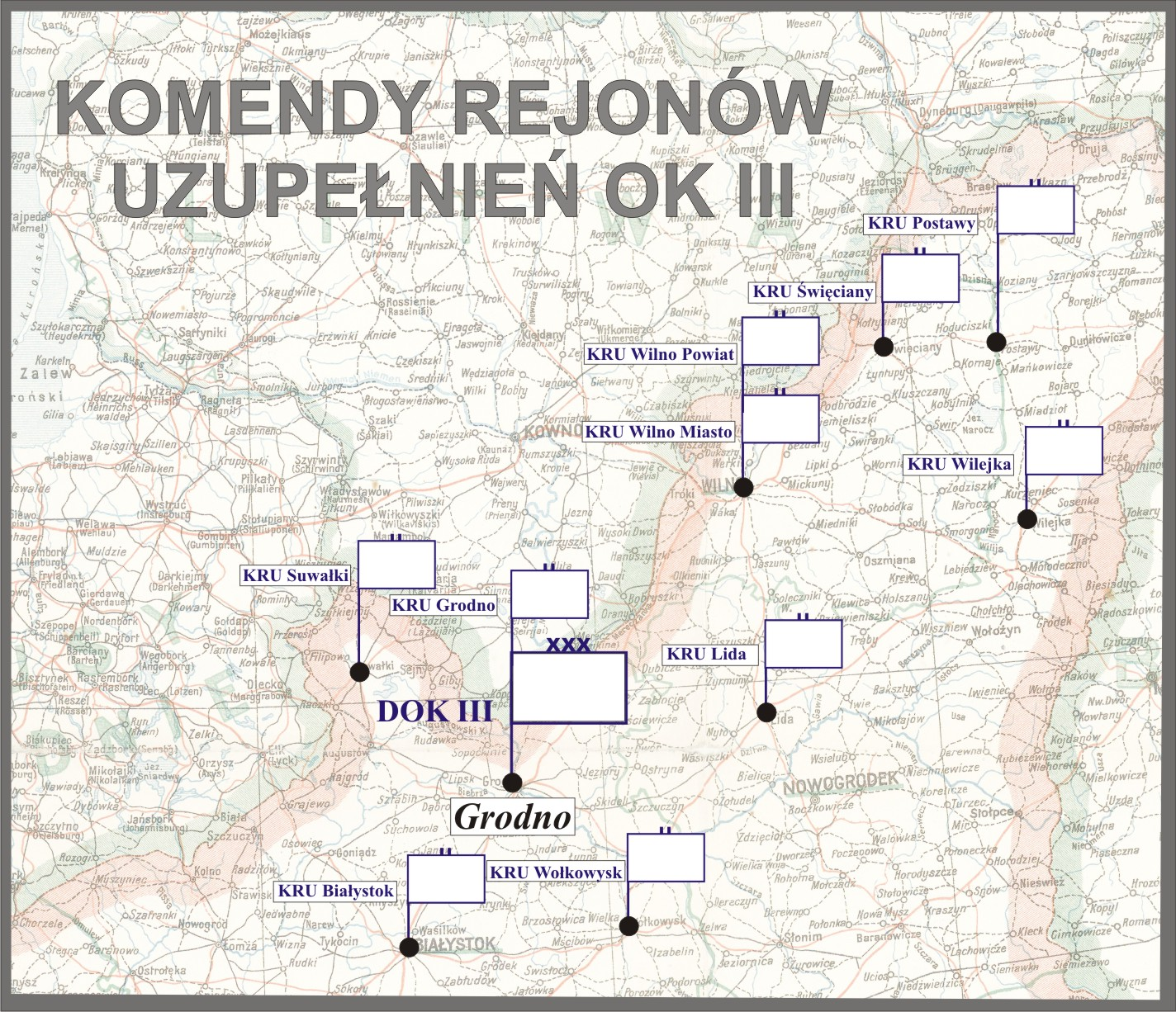
Komendy rejonów uzupełnień DOK III

Komenda Rejonu Uzupełnień Wilno Miasto (KRU Wilno Miasto) – organ wojskowy właściwy w sprawach uzupełnień Sił Zbrojnych II Rzeczypospolitej i administracji rezerw w powierzonym mu rejonie.

## Historia komendy
Z dniem 1 stycznia 1927 roku na terenie Okręgu Korpusu Nr III została utworzona Powiatowa Komenda Uzupełnień Wilno Miasto, która administrowała obszarem miasta Wilno, wydzielonym z dotychczasowej PKU Wilno, która otrzymała nazwę „Wilno Powiat”. Siedziba PKU Wilno Miasto była w Wilnie. Kadra oficerska została wyznaczona we wrześniu 1926 roku.
PKU Wilno Miasto funkcjonowała na podstawie ustawy z dnia 23 maja 1924 roku o powszechnym obowiązku służby wojskowej oraz rozporządzeń wykonawczych do tejże ustawy, a także „Tymczasowej instrukcji służbowej dla PKU”, wprowadzonej do użytku rozkazem MSWojsk. Dep. Piech. L. 100/26 Pob.
Zadania i organizacja PKU określone zostały w wydanej 27 maja 1925 roku instrukcji organizacyjnej służby poborowej na stopie pokojowej. W skład PKU Wilno Miasto wchodziły dwa referaty: I) referat administracji rezerw i II) referat poborowy.
W marcu 1930 roku PKU Wilno Miasto nadal administrowała miastem Wilno. W grudniu tego roku PKU Wilno Miasto posiadała skład osobowy typ II.
31 lipca 1931 roku gen. dyw. Kazimierz Fabrycy, w zastępstwie ministra spraw wojskowych, rozkazem B. Og. Org. 4031 Org. wprowadził zmiany w organizacji służby poborowej na stopie pokojowej. Zmiany te polegały między innymi na zamianie stanowisk oficerów administracji w PKU na stanowiska oficerów broni (piechoty) oraz zmniejszeniu składu osobowego PKU typ I–IV o jednego oficera i zwiększeniu o jednego urzędnika II kategorii. Liczba szeregowych zawodowych i niezawodowych oraz urzędników III kategorii i niższych funkcjonariuszy pozostała bez zmian.
1 lipca 1938 roku weszła w życie nowa organizacja służby uzupełnień, zgodnie z którą dotychczasowa PKU Wilno Miasto została przemianowana na Komendę Rejonu Uzupełnień Wilno Miasto przy czym nazwa ta zaczęła obowiązywać 1 września 1938 roku, z chwilą wejścia w życie ustawy z dnia 9 kwietnia 1938 roku o powszechnym obowiązku wojskowym. Obok wspomnianej ustawy i rozporządzeń wykonawczych do niej, działalność KRU Wilno Miasto normowały przepisy służbowe MSWojsk. D.D.O. L. 500/Org. Tjn. Organizacja służby uzupełnień na stopie pokojowej z 13 czerwca 1938 roku. Zgodnie z tymi przepisami komenda rejonu uzupełnień była organem wykonawczym służby uzupełnień .
Komendant rejonu uzupełnień w sprawach dotyczących uzupełnień Sił Zbrojnych i administracji rezerw podlegał bezpośrednio dowódcy Okręgu Korpusu Nr III, który był okręgowym organem kierowniczym służby uzupełnień. Rejon uzupełnień nie uległ zmianie.
Komenda prowadziła ewidencję wszystkich oficerów z obszaru miasta Wilna oraz powiatów: wileńsko-trockiego i oszmiańskiego.

## Obsada personalna
Poniżej przedstawiono wykaz oficerów zajmujących stanowisko komendanta Powiatowej Komendy Uzupełnień i komendanta rejonu uzupełnień oraz wykaz osób funkcyjnych pełniących służbę w PKU i KRU Wilno Miasto, z uwzględnieniem najważniejszej zmiany organizacyjnej przeprowadzonej w 1938 roku.
| Komendanci                                                  | Komendanci              | Komendanci                                |
| ----------------------------------------------------------- | ----------------------- | ----------------------------------------- |
| Stopień, imię i nazwisko                                    | Okres pełnienia funkcji | Kolejne stanowisko służbowe (dalsze losy) |
| płk rez. powoł. do sł. czyn. Władysław Artur Paweł Morawski | IX 1926 – 1 VII 1928    | rezerwa                                   |
| mjr kanc. / sap. Maksymilian Ossowski                       | XI 1928 – VII 1935      | dyspozycja dowódcy OK III                 |
| mjr / ppłk piech. Piotr Łaszkiewicz                         | VIII 1935 – 1939        |                                           |

| Obsada pozostałych stanowisk funkcyjnych PKU w latach 1926–1938                                      | Obsada pozostałych stanowisk funkcyjnych PKU w latach 1926–1938 | Obsada pozostałych stanowisk funkcyjnych PKU w latach 1926–1938 | Obsada pozostałych stanowisk funkcyjnych PKU w latach 1926–1938 |
| --- | --------------------------------------------------------------- | --------------------------------------------------------------- | --------------------------------------------------------------- |
| kierownik I referatu administracji rezerw i zastępca komendanta                                      | mjr piech. Stanisław Kobyliński                                 | IX 1926 – XI 1928                                               | p.o. komendanta PKU Siedlce                                     |
| kierownik I referatu administracji rezerw i zastępca komendanta                                      | mjr piech. Stanisław Kozakowski                                 | XI 1928 – III 1929                                              | dyspozycja dowódcy OK III                                       |
| kierownik I referatu administracji rezerw i zastępca komendanta                                      | mjr piech. Józef I Stopa                                        | III 1929 – III 1930                                             | komendant PKU Końskie                                           |
| kierownik I referatu administracji rezerw i zastępca komendanta                                      | kpt. piech. Mikołaj Berent                                      | 1932 – 31 XII 1934                                              | stan spoczynku                                                  |
| kierownik I referatu administracji rezerw i zastępca komendanta                                      | kpt. piech. Eugeniusz Biłgorajski                               | był w 1935 – VI 1938                                            | kierownik I referatu KRU                                        |
| kierownik II referatu poborowego                                                                     | por. kanc. Stanisław Chodań                                     | IX 1926 – II 1927                                               | kierownik II referatu PKU Wilno Powiat                          |
| kierownik II referatu poborowego                                                                     | kpt. / mjr piech. Antoni Czyż                                   | II 1927 – IV 1928                                               | kierownik I referatu PKU Włocławek                              |
| kierownik II referatu poborowego                                                                     | por. art. Marian Czesław Staszak                                | od IV 1928                                                      |                                                                 |
| kierownik II referatu poborowego                                                                     | kpt. piech. Mikołaj Berent                                      | od I 1930                                                       | kierownik I referatu                                            |
| kierownik II referatu poborowego                                                                     | por. kanc. Jan Sopiński                                         | IX 1930 – 1932                                                  | PKU Wilno Powiat                                                |
| kierownik II referatu poborowego                                                                     | por. piech. / kpt. adm. Ignacy Julian Spirydowicz               | od 1932, był w VI 1935                                          | stan spoczynku                                                  |
| referent                                                                                             | por. kanc. Jan Sopiński                                         | IX 1926 – IX 1930                                               | kierownik II referatu                                           |
| Z dniem 30 czerwca 1929 roku por. kanc. Władysław IV Ostrowski przeniesiony został w stan spoczynku. |                                                                 |                                                                 |                                                                 |
| Obsada pozostałych stanowisk funkcyjnych KRU w latach 1938–1939                                      |                                                                 |                                                                 |                                                                 |
| kierownik I referatu ewidencji                                                                       | kpt. adm. (piech.) Eugeniusz Biłgorajski                        | 1938 – 1939                                                     | †17 IX 1943 Zbrodnia w Ponarach                                 |
| kierownik II referatu uzupełnień                                                                     | kpt. adm. (piech.) Narcyz Józef Misiewicz                       | był w 1939                                                      | internowany na Litwie                                           |